# Ioánnis Gagaloúdis
Ioánnis Gagaloúdis (en grec moderne : Ιωάννης Γκαγκαλούδης), né le 22 août 1978, à Athènes, en Grèce, est un joueur grec de basket-ball. Il évolue au poste de meneur.

## Palmarès
- EuroCup Challenge 2003
- Champion de Grèce 2004